# Ягмурян, Ваге Владимирович
Ваге́ Владими́рович Ягмуря́н (арм. Վահե Վլադիմիրի Յաղմուրյան; 2 июля 1971) — советский и армянский футболист, нападающий.

## Клубная карьера
Карьеру начал в 1988 году в ереванской «Искре». В следующем сезоне перешёл в «Арарат». Первый сезон выступал в молодёжном составе, а дебют в основном составе состоялся в 1990 году. Этот матч оказался единственным в том сезоне.
В первом чемпионате Армении стал первым обладателем титула лучшего бомбардира, забив в чемпионате 1992 года 38 мячей; в игре против «Ахтамара» забил 8 мячей. Этот показатель в чемпионате 1994 года преодолел Арсен Аветисян (39 мячей). В «Арарате» Ягмурян завоевал чемпионство и кубок Армении. Именно в «Арарате» Ягмурян состоялся как игрок.
В сезоне 1995/96 играл за эстонскую Флору, в чемпионате Эстонии провел 11 игр, забил 6 мячей.
В 1998 году перешёл в «Пюник», находящий на тот момент в кризисном состоянии. В том сезоне Ягмурян забил 100-й мяч в Высшей лиге. В середине сезона 1999 года покинул «Киликию» и перешёл в «Ереван», однако и здесь Ягмурян не задержался. «Ереван» в конце 1999 года был расформирован. Новый сезон Ягмурян начал в капанском «Лернагорце». Карьеру профессионального игрока закончил в абовянском «Котайке» в возрасте 30-ти лет.

## Достижения

### Командные достижения
«Арарат» (Ереван)
- Чемпион Армении: 1993
- Серебряный призёр Чемпионата Армении: 1996/97
- Бронзовый призёр Чемпионата Армении: 1994
- Обладатель Кубка Армении (3): 1993, 1994, 1996/97
- Финалист Кубка Армении (3): 1993, 1994, 1995

«Котайк»
- Финалист Кубка Армении: 1995

«Флора»
- Серебряный призёр Чемпионата Эстонии: 1995/96

### Личные достижения
- Лучший бомбардир Чемпионата Армении: 1992